# Beaulieu-les-Fontaines
Beaulieu-les-Fontaines ist eine französische Gemeinde mit 571 Einwohnern (Stand: 1. Januar 2022) im Département Oise in der Region Hauts-de-France (vor 2016 Picardie). Sie gehört zum Arrondissement Compiègne und zum Kanton Thourotte.

## Geographie
Die Gemeinde Beaulieu-les-Fontaines liegt an Grenze zum Département Somme, etwa 35 Kilometer nordnordöstlich von Compiègne. Umgeben wird Beaulieu-les-Fontaines von den Nachbargemeinden Champien im Nordwesten und Norden, Solente und Ognolles im Norden, Ercheu im Nordosten, Frétoy-le-Château im Osten, Campagne im Südosten, Écuvilly und Candor im Süden, Avricourt im Südwesten und Westen sowie Margny-aux-Cerises im Westen und Nordwesten.

## Bevölkerungsentwicklung
| Jahr                       | 1962 | 1968 | 1975 | 1982 | 1990 | 1999 | 2006 | 2012 | 2021 |
| Einwohner                  | 571  | 527  | 453  | 459  | 470  | 505  | 576  | 597  | 578  |
| Quellen: Cassini und INSEE |      |      |      |      |      |      |      |      |      |

## Sehenswürdigkeiten

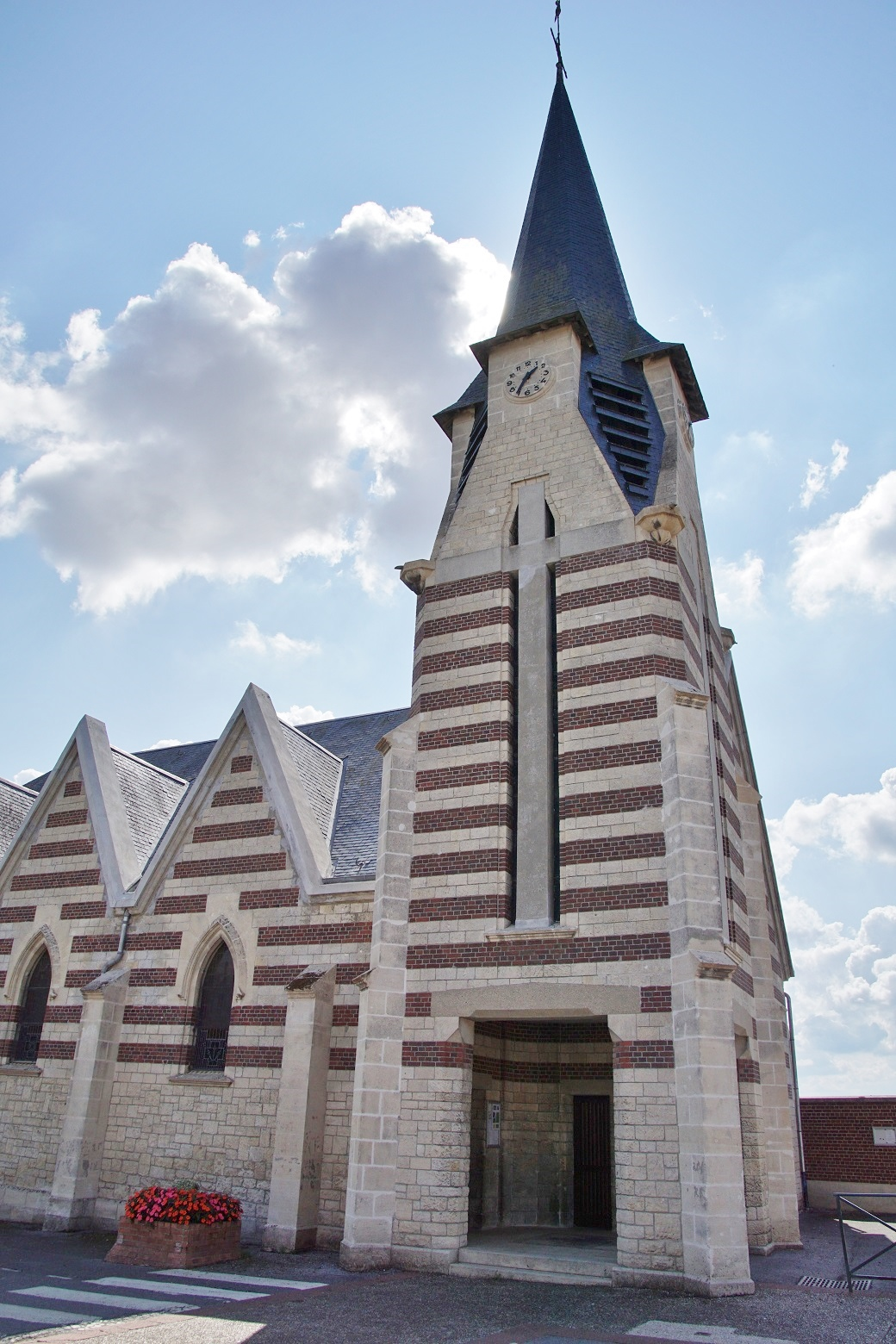
Kirche Notre-Dame
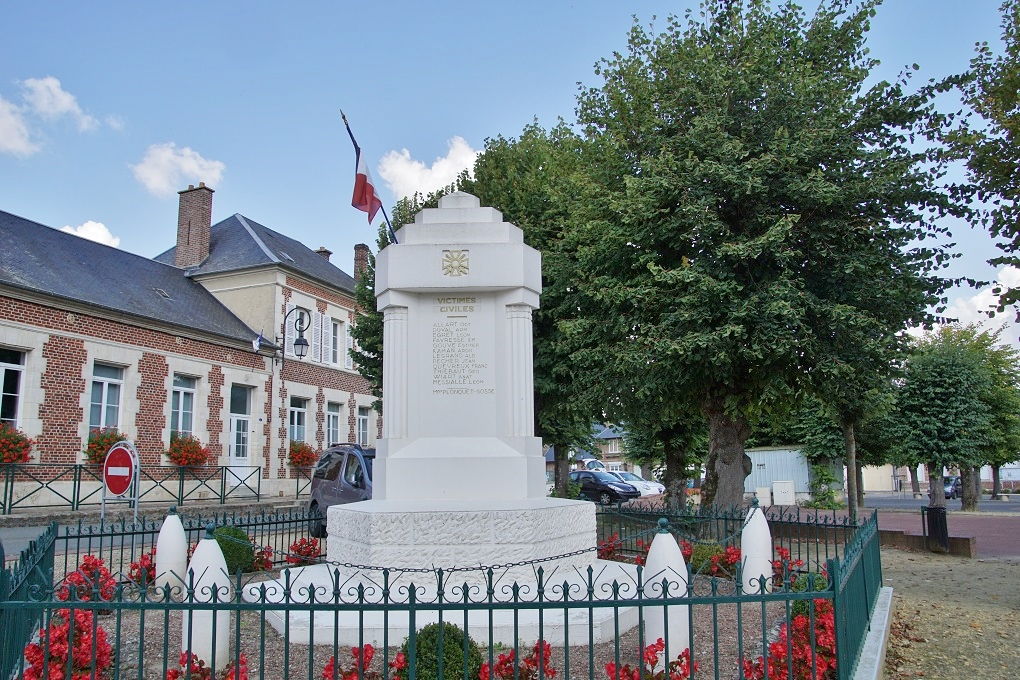
Gefallenendenkmal

- Kirche Notre-Dame
- Gefallenendenkmal